# Alfred Iossifowitsch Kutschewski
Alfred Iossifowitsch Kutschewski (russisch Альфред Иосифович Кучевский; * 17. Mai 1931 in Moskau, Russische SFSR; † 15. Mai 2000 in Moskau, Russland) war ein russischer Olympiasieger und Eishockeyspieler. Er wurde auf dem Friedhof Trojekurowo begraben.

## Karriere
Während seiner Karriere spielte der Verteidiger bei Krylja Sowetow Moskau. 1951 gewann er mit Krylja Sowetow den sowjetischen Pokalwettbewerb und 1957 die sowjetische Meisterschaft. Zudem wurde er mit seinem Team 1955, 1956 und 1958 Vizemeister der UdSSR. Insgesamt erzielte er 37 Tore in 240 Spielen in der sowjetischen Liga. Nach seinem Karriereende blieb Kutschewski bis 1972 als Trainer bei Krylja Sowetow – zunächst als Trainer der Herren, später als Nachwuchstrainer. Danach arbeitete er als Eishockey-Schiedsrichter, Sportjournalist und bei der staatlichen Sport-Lotterie.

### International
1954 wurde er erstmals in das Team der sowjetischen Eishockeynationalmannschaft berufen. Am 29. Januar 1954 stand er in einem Spiel gegen Finnland zum ersten Mal für die Sbornaja auf dem Eis. Seine internationale Karriere wurde mit der Goldmedaille bei den Olympischen Winterspielen 1956 gekrönt, nachdem er schon 1954 die Goldmedaille bei der Weltmeisterschaft gewonnen hatte. Für die Nationalmannschaft erzielte er sieben Tore in 51 Länderspielen. Am 28. Februar 1960 bestritt er sein letztes Länderspiel. 1954 wurde er als Verdienter Meister des Sports der UdSSR ausgezeichnet, 1957 mit der Medaille für tapfere Arbeit.
1996 erhielt er den Orden der Freundschaft.

## Statistik
(Legende zur Spielerstatistik: Sp oder GP = absolvierte Spiele; T oder G = erzielte Tore; V oder A = erzielte Assists; Pkt oder Pts = erzielte Scorerpunkte; SM oder PIM = erhaltene Strafminuten; +/− = Plus/Minus-Bilanz; PP = erzielte Überzahltore; SH = erzielte Unterzahltore; GW = erzielte Siegtore; 1 Play-downs/Relegation; Kursiv: Statistik nicht vollständig)